# Abgründe (1910)
Abgründe, auch Der Abgrund, ist ein dänischer Stummfilm von Urban Gad aus dem Jahr 1910. Es war das Filmdebüt der Schauspielerin Asta Nielsen.

## Handlung
Magda Vang arbeitet als Klavierlehrerin. Von ihrem Verlobten Knud Svane wird sie während der Sommerzeit in das Pfarrhaus seiner Eltern eingeladen und reist erfreut in die Ferien. Unweit des Hauses lässt sich der „Cirkus Fortuna“ nieder und der vorbeireitende Artist Rudolf Stern flirtet sofort mit Magda. Die überredet Knud, eine Zirkusvorstellung zu besuchen, und der stimmt widerwillig zu. Nach der Vorstellung bleibt Magda länger, schaut sich die Stallungen an und wird nur mit Mühe von Knud zurück zu seinem Haus gebracht. Rudolf, der dem Paar bis an die Haustür folgt, wird von Knud attackiert. Später in der Nacht steigt Rudolf über eine Leiter in Magdas Schlafzimmer ein. Beide fallen sich leidenschaftlich in die Arme und Magda flieht mit ihm. Zurück lässt sie einen Abschiedsbrief für Knud.
Mit Rudolf geht Magda nach Kopenhagen und zieht in eine Künstlerpension. Sie ist zunehmend unglücklich, zumal Rudolf fremde Frauen heimbringt. Knud macht sie ausfindig und überredet sie, mit ihm zu kommen. Obwohl sie bereits ihre Koffer gepackt hat, überrascht sie Rudolf in letzter Sekunde und betört sie mit seinem Charme. Sie bleibt bei ihm. Wenig später treten Rudolf und Magda mit einer Varieténummer auf. In einem hocherotischen Apachentanz fängt Magda Rudolf mit einem Lasso ein, fesselt ihn und umtanzt ihn eng. Das Publikum ist begeistert, doch kommt es hinter den Kulissen zu einem Streit zwischen Magda und einer Tänzerin, mit der Rudolf geflirtet hat. Der Streit der beiden Frauen verlagert sich auf die Bühne – wenig später werden Rudolf und Magda entlassen.
Man sieht beide in einem Café wieder, in dem Magda mit ihrem Klavierspiel Geld verdient, während Rudolf mit Bekannten speist. Knud erscheint im Café und erkennt Magda wieder. Er bittet sie um eine Unterredung in einem separaten Raum. Die Unterhaltung wird von Rudolf gestört und es kommt zum Handgemenge zwischen beiden Männern. Magda gelingt es, Knud auszusperren. Als Rudolf ihr gegenüber handgreiflich wird, ersticht sie ihn in Notwehr. Sie bricht über dem Leichnam zusammen. Wenig später erscheint die Polizei und führt sie ab.

## Produktion

Werbeanzeige für die Aufführung von Abgründe in Kopenhagen 1910

Urban Gad und Asta Nielsen hatten sich um 1909 am Neuen Theater in Kopenhagen kennengelernt. Er war zu der Zeit als künstlerischer Berater und Bühnenbildner tätig und sie spielte zumeist kleine Nebenrollen in komödiantischen Stücken, die nicht ihrem Anspruch an das dramatische Fach entsprachen. Nielsen hatte bereits 1909 ein Filmangebot von Thomas Peter Krag erhalten, es jedoch unter anderem aus Bedenken gegen die Rolle abgelehnt. Als die Angebote des Theaters für Gad und Nielsen Anfang 1910 gänzlich ausblieben, kamen beide im Gespräch auf das ausgeschlagene Angebot Krags und Gad erkannte die Möglichkeiten des neuen Mediums Film.

„… noch am gleichen Tag setzte er [Gad] sich hin und schrieb den Film, der unsere Namen in die ganze Welt tragen sollte. […] Einige Wochen danach überreichte Gad mir das Manuskript zum Film ‚Abgründe‘. Ich war sogleich Feuer und Flamme: Endlich hatte ich die ersehnte große dramatische Aufgabe. Wie hatte er mich und meine Fähigkeiten erkannt, und wie ahnte er die dramatischen Wirkungsmöglichkeiten des Films!“

Die Produktionskosten von 8000 Kronen übernahm Hjalmar Davidsen, ein Freund Gads, der in Kopenhagen ein kleines Kino betrieb. Beginn der Dreharbeiten war im Juni 1910, dem Beginn der Sommerpause am Neuen Theater. Die Bühne wurde in einem früheren Gefängnishof errichtet, wobei die Sets meist provisorischen Charakter hatten. Es fehlte an künstlicher Beleuchtung, sodass stets nach dem Stand der Sonne gedreht werden musste. „Die Aufnahmen gingen unter selbst für damals ungewöhnlich dürftigen Verhältnissen vor sich“, so Nielsen rückblickend. Einige Szenen wurden außerhalb des Gefängnishofes in einer Straßenbahn (Eingangsszenen) und im Park von Frederiksborg gedreht. Sämtliche Darsteller des Films waren Neulinge vor der Kamera. Nur Kameramann Alfred Lind war bereits filmerfahren. Aufgrund der finanziell begrenzten Mittel wurden die Dreharbeiten innerhalb von acht Tagen fertiggestellt.
Der Film erlebte am 12. September 1910 in Davidsens Kosmorama in Kopenhagen seine Premiere. Die deutsche Erstaufführung fand am 3. Dezember 1910 in Düsseldorf statt. Der Film wurde weltweit ein großer Erfolg. In den USA lief der Film 1912 nur in einer stark zensierten Version, die dem Film jede Aussage nahm. In der schwedischen Schnittfassung wurde vor allem der erotische Tanz zensiert. „Überall war man sich einig, daß [mit Afgrunden] der künstlerische Film geboren und ein Wendepunkt in der Geschichte des Films eingetreten sei“, so Asta Nielsen. In der Folge wurden Nielsen und Gad 1911 von der Bioscop nach Deutschland geholt, wo sie für Paul Davidsons PAGU bis 1916 31 Filme drehten.
Heute gilt der Film „als Meilenstein der Filmgeschichte“, der zudem „den Anfang des ‚goldenen Zeitalters‘ des dänischen Kinos der 10er Jahre mit seinen abendfüllenden erotischen Melodramen markiert.“ Mit ihrem natürlichen, sparsamen Spiel habe Asta Nielsen hier „in einem entscheidenden Augenblick der Filmgeschichte […] zweifellos mehr als mancher Regisseur die allgemeine Vorstellung von ‚Filmkunst‘ geprägt.“